# Новини (Володимирський район)
Нови́ни — село в Україні, в Устилузькій міській територіальній громаді Володимирського району Волинської області.
Населення становить 111 осіб. Кількість дворів (квартир) — 38. З них 2 нових (після 1991 р.).
В Новинах працює початкова школа на 20 місць, фельдшерсько-акушерський пункт.
В селі доступні такі телеканали: УТ-1, 1+1, СТБ, Інтер, Обласне телебачення. Радіомовлення здійснює Радіо «Луцьк».
Село негазифіковане. Дорога з твердим покриттям в незадовільному стані. Наявне постійне транспортне сполучення з районним та обласним центрами.
У серпні 2015 року село увійшло до складу новоствореної Устилузької міської громади.
12 червня 2020 року, відповідно до розпорядження Кабінету Міністрів України № 708-р «Про визначення адміністративних центрів та затвердження територій територіальних громад Волинської області», увійшло до складу Устилузької міської територіальної громади.
19 липня 2020 року, в результаті адміністративно-територіальної реформи та ліквідації  Володимир-Волинського району(1940—2020), село увійшло до новоутвореного Володимир-Волинського району (від 18 липня 2022 Володимирського).

## Населення
Згідно з переписом УРСР 1989 року чисельність наявного населення села становила 133 особи, з яких 56 чоловіків та 77 жінок.
За переписом населення України 2001 року в селі мешкало 111 осіб.

### Мова
Розподіл населення за рідною мовою за даними перепису 2001 року:
| Мова       | Відсоток |
| ---------- | -------- |
| українська | 99,10 %  |
| білоруська | 0,90 %   |